# Hans Resel
Hans Resel, uváděn též jako Johann Resel (7. září 1861 Hafnerbach – 7. listopadu 1928 Štýrský Hradec), byl rakouský sociálně demokratický politik, na počátku 20. století poslanec Říšské rady, v meziválečném období poslanec rakouské Národní rady, později člen Spolkové rady.

## Biografie
Byl synem stolařského mistra. Vychodil národní školu a vyučil se krejčím. V roce 1878 odešel na vandr. Působil jako krejčí v Sankt Pölten, kde se roku 1885 stal členem dělnického spolku, od roku 1889 byl krejčím ve Štýrském Hradci. Angažoval se v Sociálně demokratické straně Rakouska (přesídlení do Štýrského Hradce mu navrhl sociálně demokratický předák Karl Renner). Zúčastnil se Hainfeldského sjezdu, kde přestavoval radikální křídlo strany. V roce 1890 se stal redaktorem nově založeného tiskového orgánu sociální demokracie ve Štýrsku Der Arbeiterwille. V letech 1897–1900 (podle jiného zdroje až od roku 1904) byl poslancem Štýrského zemského sněmu. V roce 1895 a 1899 zasedal v obecní radě ve Štýrském Hradci. Podílel se na výstavbě organizační struktury sociální demokracie ve Štýrsku.
Na konci 19. století se zapojil i do celostátní politiky. Ve volbách do Říšské rady roku 1897 získal mandát v Říšské radě (celostátní zákonodárný sbor) za všeobecnou kurii, obvod Štýrský Hradec, vnitřní město a předměstí. Ve volbách do Říšské rady roku 1901 mandát nezískal, ale do parlamentu nastoupil 3. května 1905 po doplňovací volbě místo poslance Aloise Posche. Uspěl pak v řádných volbách do Říšské rady roku 1907, konaných poprvé podle všeobecného a rovného volebního práva, kdy byl zvolen za obvod Štýrsko 9. Mandát obhájil i ve volbách do Říšské rady roku 1911, nyní za obvod Štýrsko 4. Ve vídeňském parlamentu setrval až do zániku monarchie.Profesně byl k roku 1911 uváděn jako zemský poslanec a obecní radní.
V roce 1906 se uvádí jako jeden z 10 členů poslaneckého klubu Sociálně demokratický svaz (Sozialdemokratischer Verband), který sdružoval sociálně demokratické poslance všech národností. Po volbách roku 1907 usedl do poslanecké frakce Klub německých sociálních demokratů.
Po válce zasedal v letech 1918–1919 jako poslanec Provizorního národního shromáždění Německého Rakouska (Provisorische Nationalversammlung), následně od 1. prosince 1920 do 21. května 1927 byl členem Spolkové rady (horní komora rakouského parlamentu). Naplno se věnoval i zemské politice. Byl zemským radou (členem zemské vlády) ve Štýrsku.